# 妈妈病毒
妈妈病毒（学名：Mamavirus）是已知的最复杂的病毒之一。它属于拟菌病毒科（它包含拟菌病毒和妈妈病毒）。 拟菌病毒也属于核质巨DNA病毒 (NCLDVs)，痘病毒科、虹彩病毒科、非洲猪瘟病毒科和藻类去氧核糖核酸病毒科也属于核质巨DNA病毒
。 像拟菌病毒一样，妈妈病毒非常的大，甚至大于许多细菌。妈妈病毒之所以这样命名，是因为它与拟菌病毒相似，但却大于拟菌病毒。

## 发现
妈妈病毒首次发现是在2008年9月。和拟菌病毒一样，妈妈病毒在一座冷却塔中的变形虫体内发现。他们之所以一直没被发现是由于它们的大小：过滤它们时它们会和细菌一起被留下，使得科学家们认为它们也是细菌。1992年科学家们在英国的布拉德福德查找肺炎爆发的原因时拟菌病毒首次被筛选出来。根据它们的大小把它命名为布拉德福德球菌（Bradfordcoccus），而后将它以细菌冷冻。 十年后，克莱维瑞和迪迪埃·拉乌尔发现布拉德福德球菌并不是细菌。他们试图溶解它的细胞壁但没有成功，他们决定用电子显微镜来观察它。他们惊讶的发现它就像一个巨型的虹彩病毒，一种呈二十面体，可感染昆虫、鱼和青蛙的病毒。
此事为妈妈病毒的发现铺平了道路，科学家们了解到了巨型病毒的存在。它所寄生的变形虫先被分类在多食棘变形虫（Acanthamoeba polyphaga），但后来改为了卡氏棘阿米巴属（Acanthamoeba castellanii）。

## 启示
妈妈病毒使科学家们重新审视生命的准则; 对病毒是否有生命的思考，重新开始了关于DNA病毒的起源和真核细胞产生的争论。

## 请参阅
- 拟菌病毒
- 噬病毒体
- 马赛病毒（英语：Marseillevirus）

## 引用
1. ↑  Van Etten, James L.; Leslie C. Lane; David D. Dunigan. . Annual Review of Microbiology (Annual Reviewof Microbiology). 2010-10-13, 64: 83–99. PMC 2936810 . PMID 20690825. doi:10.1146/annurev.micro.112408.134338.
2. 1 2  Claverie, Jean-Michel; Chantal Abergel. . Annual Review of Genetics. 2009, 43: 49–66. PMID 19653859. doi:10.1146/annurev-genet-102108-134255.
3. ↑  Ehrenberg, Rachel. . Science News. 2009-10-10, 176 (8): 22–25. doi:10.1002/scin.5591760820.
4. ↑  Colson P, Yutin N, Shabalina SA,  et al. . Genome Biol Evol. 2011-06, 3: 737–42  [2014-01-05]. PMC 3163472 . PMID 21705471. doi:10.1093/gbe/evr048. （原始内容存档于2019-09-12）.